# O Livro dos Mártires
O Atos e monumentos (título completo: Atos e monumentos destes últimos e perigosos dias, assuntos tocantes da Igreja), popularmente conhecido como O Livro dos Mártires de Fox, é um trabalho de historiografia protestante e martiriologia pelo historiador protestante e inglês John Foxe, primeiramente publicado em 1563 por John Day.
Este livro inclui um relato polêmico do sofrimento de protestantes sob a Igreja Católica, com uma ênfase particular na Escócia e Inglaterra. O livro foi altamente influênte nestes países, e ajudou a moldar a noção popular duradoura sobre o  catolicismo.
O livro teve quatro edições durante a vida de Foxe e numerosas outras edições e resumos posteriores a sua morte, incluindo algumas que especificamente reduziram o título do livro para Livro dos mártires. No Brasil, a primeira tradução foi publicada em 2001, mas a tradução definitiva foi publicada em 2003, feita pelo especialista em língua inglesa Almiro Pisetta.

## Contexto
Após a Reforma, os apologistas católicos classificaram as doutrinas protestantes como "exploração da credulidade religiosa para fins materiais e sexuais". Apologistas protestantes como o anglicano calvinista John Foxe "procuraram estabelecer a continuidade de uma piedade proto-protestante desde os tempos apostólicos até a Reforma".

## Detalhes bibliográficos
O livro foi produzido e ilustrado com mais de sessenta diferentes xilogravuras, e foi na época o maior projeto de publicação já feito na Inglaterra. Publicado em um único volume, medindo pouco mais de 30 centímetros de comprimento, dois palmos de largura, o livro era muito espesso para levantar com apenas uma mão devido as suas mais de 1500 páginas. Pesava o mesmo que uma criança pequena.
O proprio título concedido por Foxe para a primeira edição (como escrito e impresso) era Actes and Monuments of these Latter and Perillous Days, Touching Matters of the Church (Atos e monumentos destes últimos e perigosos dias, assuntos tocantes da Igreja). Títulos longos eram comuns na época, o título reivindica que o livro descreve ''perseguições e problemas horríveis'' que foram ''forjados e praticados pelos prelados romanos, especialmente neste reino da Inglaterra e Escócia''.
Seguindo os passos da primeira edição, a segunda, em 1570 foi publicada em dois volumes e foi expandida consideravelmente (Foxe reclamou que o primeiro texto foi produzido a uma velocidade vertiginosa). A quantidade de páginas foi de cerca de 1,800 na edição de 1563 para mais de 2,300 páginas in-fólio na segunda edição. O número de xilogravuras aumentou de 60 para 150. Como Foxe escrevia de seus proprios contemporâneos (vivos ou executados), as ilustrações não poderiam ser emprestadas de textos já existentes, como era comumente feito na época. As ilustrações eram recém criadas para ilustrar detalhes particulares, vinculando o sofrimento da Inglaterra aos ''tempos primitivos'' até, no volume um, o reinado do rei Henrique VIII, e no volume dois, até "Rainha Elizabeth, nossa graciosa Senhora, que agora reina."
O título que Foxe deu a sua segunda edição é bastante diferente da primeira edição, onde ele descreveu o seu material como "nestes últimos dias de perigo... tocando em assuntos da Igreja".  Em 1570, Foxe descreveu seu livro como uma ''história eclesiástica'' contendo ''os atos e monumentos dos reis, que se passaram em todos os reinados neste reino da Inglaterra, especialmente na Igreja da Inglatera.''  Ele descreve "perseguições, problemas horríveis, o sofrimento dos mártires (novos), e outras coisas semelhantes incidentes ... na Inglaterra e na Escócia, e (novos) em todas as outras nações estrangeiras". O segundo volume da edição de 1570 tem sua própria página de introdução e de novo, um novo assunto.
O segundo volume é descrito como ''História Eclesiástica contendo os Atos e Monumentos dos Mártires " (em letras maiúsculas no original) e oferece "um discurso geral dessas últimas perseguições, problemas horríveis e tumultos incitados pelos prelados romanistas (''Romanos'' em 1563) na Igreja". Deixando novamente a referência a qual igreja, o título conclui "neste reino da Inglaterra e da Escócia, como em parte também para todas as outras nações estrangeiras".

## Título
Embora o título original fosse Actes and Monuments (português: Atos e monumentos), o livro imediatamente ficou conhecido como Livro dos Mártires de Foxe. Isto porque, logo após a publicação, o bispo Edmund Grindal o chamou de “o livro dos mártires ingleses”, criando uma conexão forte que permaneceu impressa no imaginário popular e se espalhou rapidamente.  Consternado, Foxe tentou usar a segunda edição para corrigir o mal-entendido, mas sem sucesso, especialmente porque muito poucos daqueles que pensaram em seu livro como um martirológico realmente tinham a instrução necessária ou possibilidade econômica para lê-lo e, conseqüentemente, saber mais sobre a correção.
Não escrevi nenhum livro desse tipo com o título “Livro dos Mártires”. Escrevi um livro chamado Atos e Monumentos... onde muitos outros assuntos estão contidos além dos mártires de Cristo.— John Foxe, The Actes and Monuments (1570)
Mesmo assim, o nome popular permaneceu e ganhou cada vez mais popularidade quando começaram a ser publicadas edições resumidas, trechos e artigos de jornal enfocando exclusivamente os acontecimentos de protestantes perseguidos por católicos, com o objetivo de “inflamar o ódio contra os católicos ”

## Obra sobre a reforma inglesa
Publicado logo no início do reinado da rainha Isabel I, e apenas cinco anos após a morte da rainha católica Maria I e sua contra-reforma,  Atos e Monumentos de Fox foi uma afirmação da reforma inglesa em um período de conflito religioso entre católicos e a Igreja da Inglaterra.  O relato de Foxe sobre a história da igreja foi uma justificativa para estabelecer a Igreja da Inglaterra como uma continuação da verdadeira igreja cristã, ao invés de uma inovação moderna. A popularidade da obra contribuiu significativamente para a transição definitiva do povo inglês do catolicismo para o anglicanismo. 
A sequência dos trabalhos, inicialmente em cinco livros,  cobriu a história dos primeiros mártires cristãos, uma breve história da igreja medieval (incluindo a inquisição), e a história de Wycliffe  e do movimento Lolardiano.  O livro então relata a partir daí o reinado de Henrique VIII e Eduardo VI, durante os quais a disputa com Roma levou a separação da igreja inglesa da autoridade do papa e a publicação do Livro de Oração Comum. O último livro relatou o período de reinado da rainha Maria e as Perseguições Marianas.

## Edições

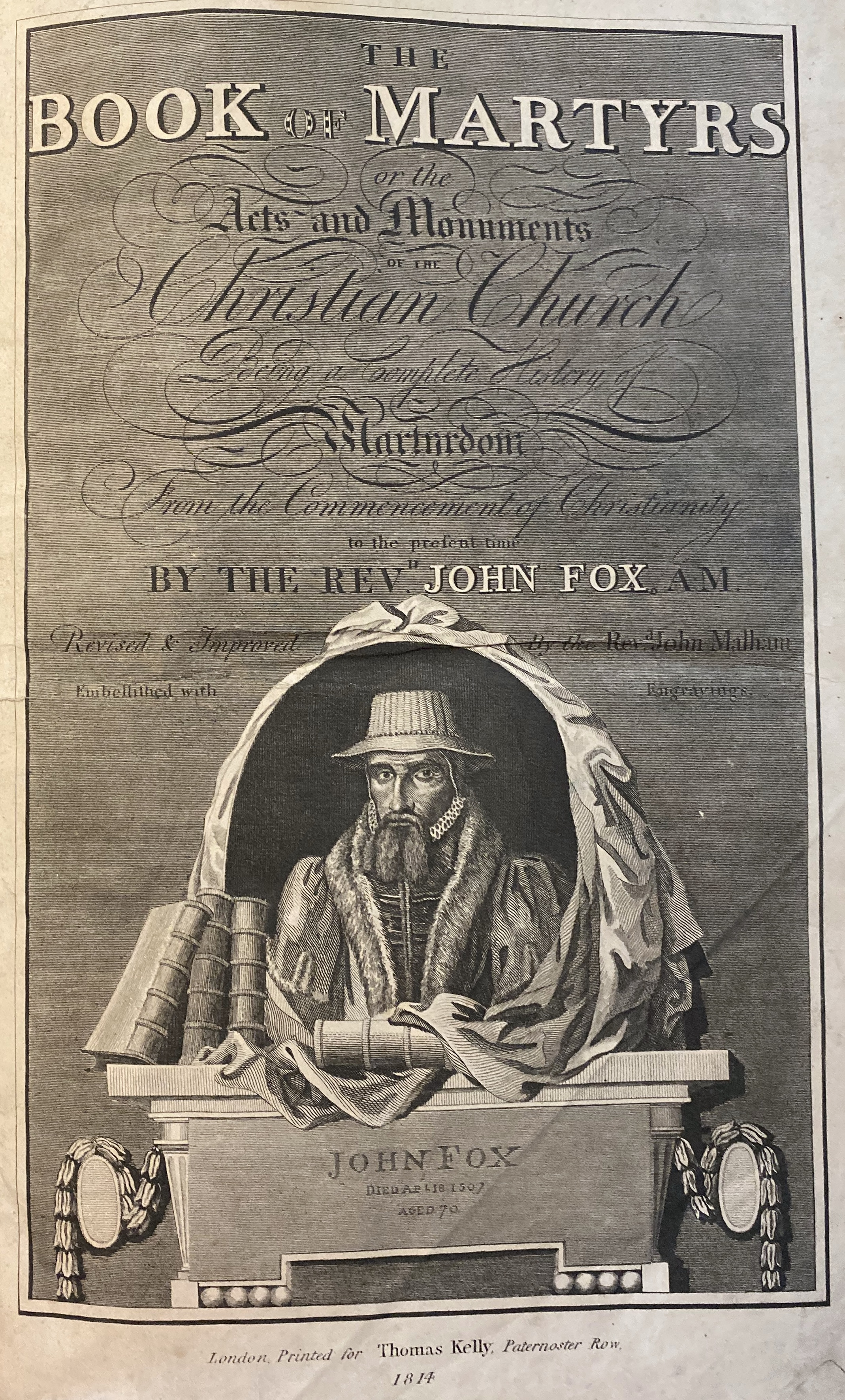
Página de título da edição de Thomas Kelly, 1814.

John Foxe morreu em 1587. Seu texto, no entanto, continuou a crescer.  Foxe deixou o caminho, substancialmente expandindo o Atos e Monumentos entre 1563 e 1570. A edição de 1576 foi barata, com poucas mudanças, mas para a edição de 1583 Foxe adicionou um ''Discurso sobre o Massacre Sangrento na França (Massacre da noite de São Bartolomeu 1572)''  e outras pequenas adições. A edição de 1596 foi essencialmente uma republicação da versão de 1583. No entanto, o proximo editor seguiu o exemplo de Foxe e em 1610 trouxe o trabalho até a época do rei James, e incluiu um novo relato do massacre Francês. A edição de 1662 adicionou um tópico e cronologia, junto com uma "continuação dos mártires estrangeiros; acréscimos de perseguições semelhantes nestes tempos posteriores" a qual incluiu a Invasão Espanhola de 1588, e a Conspiração da Pólvora de 1605. O editor de 1641 trouxe os relatos para "a época de Charles, agora rei", e adicionou um novo retrato de John Foxe para acompanhar a biografia de Simeon Foxe sobre seu pai. A edição de 1684 foi a mais luxuosa, com papel sulfite pesado e com bordas douradas e gravuras em placa de cobre que substituíram ilustrações desgastadas em xilogravura.
A medida que as edições se sucediam e os conteúdos se diversificavam, o título Acts and Monuments, passou a referir-se mais a uma série codificada de vários textos famosos dele extraídos do que a uma única edição. A influência popular do texto diminuiu entre o público geral, e por volta do século XIX era mais lido entre os acadêmicos. Contudo, continuou popular a ponto de garantir em um único século pelo menos 55 impressões de vários resumos retirados do livro, e para a publicação de edições acadêmicas e comentadas. O debate sobre a veracidade e a contrubuição do texto para propaganda anticatólica continuou. Atos e monumentos continua a ser estudado primariamente no meio acadêmico, e com remanecentes do texto original sendo publicado em resumos, comumente chamados de ''O livro dos Mártires'', ou semplismente de Foxe.  Algumas cópias, incluindo a que foi presenteada a Matthew Parker foram coloridas à mão.
| Edição                                                                                                   | Data    | Características |
| --- | ------- | --- |
| Edição em Latim de Estrasburgo                                                                           | 1554    | Perseguições dos lolardianos |
| Edição em Latim da Basiléia                                                                              | 1559    | Embora Mosley chame de "não mais que um fragmento", ele tem 732 páginas numeradas, muitas delas relativas ao reinado de Maria Tudor. |
| Primeira edição em inglês, impressa por John Day.                                                        | 1570    | ''Volume gigante in-fólio'' cerca de 1.800 páginas. |
| 3ª Edição                                                                                                | 1576    | Reimpressão, papel inferior e em tamanho menor. |
| 4ª Edição                                                                                                | 1583    | A última edição durante a vida de Foxe, ''2 volumes de cerca de 2.000 páginas in-fólio e colunas duplas''. |
| Edição resumida de Timothy Bright                                                                        | 1589    | Dedicada a Sir Francis Walsingham |
| 6ª edição                                                                                                | 1610    | 2 volumes; 1952 páginas mais índice não paginado de 27 páginas. Inclui a Conspiração da Pólvora. Intitulado Atos e monumentos dos assuntos mais especiais e memoráveis, acontecendo na Igreja : com uma história abrangente do mesmo ... |
| Edição resumida de Clement Cotton                                                                        | 1613    | Intitulada Espelho dos Mártires |
| Edição resumida do Rev. Thomas Mason de Odiham                                                           | 1615    | Intitulado Vitória de Cristo sobre a tirania de Satã |
| Edição do original                                                                                       | 1641    | Contém memórias de Foxe, hoje são atribuidas a seu filho Simeon Fox. |
| Edição abreviada de Edward Leigh                                                                         | 1651    | Intitulado Coleções Memoráveis |
| Jacob Bauthumley                                                                                         | 1676    | Breve Relação Histórica das Passagens e Perseguições Mais Materiais da Igreja de Cristo. |
| Paul Wright                                                                                              | 1784    | O Novo e Completo Livro dos Mártires, uma atualização para cobrir o século XVIII. |
| Thomas Kelly                                                                                             | 1814    | O Livro dos Mártires ..., "Revisado e Melhorado pelo Rev. John Malham", in-fólio. |
| Edição de Stephen Reed Cattley com Life and Vindication of John Foxe de George Townsend, em oito volumes | 1837-41 | Muito criticado por Samuel Roffey Maitland por motivos acadêmicos. |
| Michael Hobart Seymour                                                                                   | 1838    | Os Atos e Monumentos da Igreja; contendo a história e os sofrimentos dos mártires; edição vitoriana popular e reimpressa. |

### Edições em latim
Foxe começou seu trabalho em 1552, durante o reinado de Eduardo VI.  Durante trinta anos, o livro se desenvolveu desde pequenos esboços (em latim)  até uma substancial compilação em inglês, compreendendo dois grande volumes in-fólio.  Em 1554, quando estava exilado em Estrasburgo, Foxe publicou em latim um prenúncio do seu trabalho principal, enfatizando a perseguição dos lolardianos ingleses durante o século XV e começou a coletar material para continuar os relatos até os seus dias. 
Foxe publicou a versão em latim da Basiléia em agosto de 1559, faltando fontes, na qual os trechos que relatavam sobre os mártires marianos contavam com pouco conteúdo. Era difício para Foxe escrever sobre seus contemporâneos ingleses vivendo, como ele dizia ''nas partes mais distantes da Alemanha, onde poucos amigos, nenhuma conferência, [e] pouca informação poderia ser obtida."  No entando, a edição de 1559 concede uma cobertura substancial das perseguições marianas, por exemplo, Lartimer (possivelmente o mais famoso dos mártires) é mencionado com frequência. Um programa leitor de PDF padrão encontra Latimer (Latamerus quando nominativo, etc.) 66 vezes na edição de 1559 de 761 páginas (8,7% de ocorrências por página em 1559). Da mesma forma, Cranmer 23,1% em 1559. em relação a edição de 1641;  O programa leitor de PDF padrão encontra Latimer 230 vezes na edição de 1641 de 3.282 páginas (7,0% de ocorrências por página em 1641). Da mesma forma, Cranmer 9,1% em 1641. Outro exemplo é que grande parte da edição de 1559 que começa na página 230 trata do reinado de Mary Tudor, ou seja, 67% das páginas; Um leitor de PDF padrão encontra primeiro o número 1554 na página 230 e depois disso nunca encontra nenhuma data anterior (procurando por algarismos arábicos na edição de 1559, op cit). Além disso, a edição de 1559 traz apenas quatro ilustrações, das quais a terceira mostra o martírio do Bispo Hooper em 1555 e a quarta mostra o Arcebispo Cranmer, em 1556, sendo queimado vivo.
John Foxe ganhou reputação após as suas obras em Latim. A ideia era que ambas as versões fossem o primeiro de dois volumes, o segundo volume abrangeria a Europa de forma mais ampla. Foxe não publicou este segundo volume, mas Henry Pantaleon escreveu um segundo volume para a edição da Basiléia em 1563. Estudos mostram as comunidades inglesas exiladas durante este período como a elite treinada, que garantiria uma Inglaterra protestante. 

### Primeira edição
Em março de 1563 Foxe publicou a primeira edição em língua inglesa, através da imprensa de John Day. No epitáfio de John está escrito: "Ele colocou Foxe para escrever como os mártires correm da morte para a vida. Foxe arriscou dores e saúde para levar a luz: Day gastou sua riqueza na imprensa, e Deus com ganho restaurou sua riqueza novamente, e o deu como ele deu aos pobres." A edição conteve cerca de 1.800 páginas, cerca de três vezes o comprimento do livro em latim de 1559.  Como era de costume na época, todo o título do livro era um longo parágrafo e foi abreviado por acadêmicos como Acts and Monuments. A publicação do livro fez Foxe conhecido, o livro vendeu por mais de dez xelins, o pagamento de três semanas de um artesão habilidoso, mas Foxe não recebeu royalty (regalias ou direito autoral pela publicação).  O título completo é Atos e Monumentos destes últimos e perigosos dias, tocando assuntos da Igreja, onde são compreendidos e descritos as grandes perseguições e problemas horríveis que foram forjados e praticados pelos prelados romanos, especialmente neste reino da Inglaterra e da Escócia, desde o ano de nosso Senhor 1000 até o momento presente; reunidas e recolhidas conforme cópias verdadeiras e escrituras certificatórias, bem como das próprias partes que sofreram, como também dos registros dos bispos, que foram os seus executores; por John Foxe.

### Segunda edição
A segunda edição apareceu em 1570, muito expandida. Novos materiais estavam disponíveis, incluindo testemunhos pessoais, e outras publicações como Geneva martyrology publicado em 1564 por Jean Crespin. John Field auxiliou com pesquisas para essa edição.
Acts and Monuments (Atos e monumentos) foi emediatamente atacado por católicos como Thomas Harding, Thomas Stapleton, e Nicholas Harpsfield.  Na proxima geração, o jesuita inglês Robert Parsons também atacou Foxe em Um Tratado das Três Conversões da Inglaterra (1603–04). Thomas Harding, no espírito da época, chamou Atos e Monumentos de “aquele enorme esterco de seus mártires fedorentos, cheio de mil mentiras'' Na segunda edição, quando as acusações de seus críticos eram razoavelmente precisas, Foxe removeu as passagens ofensivas.  Onde ele pode refutar as acusações "ele montou um contra-ataque vigoroso, buscando esmagar seu oponente sob pilhas de documentos." Mesmo com exclusões, a segunda edição tinha quase o dobro do tamanho da primeira, "dois volumes in-fólio gigantescos, com 2.300 páginas muito grandes" de texto em colunas duplas.
A edição foi bem recebida pela igreja inglesa, e em reunião em 1571, a alta câmara da convocação da Cantuária ordenou que uma cópia da Bíblia do Bispo e ''esta completa história intitulada Monumentos dos Mártires'' sejam instaladas em cada catedral e que os os oficiais da igreja coloquem cópias em suas casas para o uso de servos e visitantes. A decisão compensou o risco financeiro tomado por John Day ao imprimir o livro.

### Terceira e quarta edições
Foxe publicou uma terceira edição em 1576, mas era praticamente uma republicação da segunda, apesar de impressa em papel inferior e em tamanho menor. A quarta edição foi publicada em 1583, a última durante a vida de Foxe, teve um tamanho maior, melhor papel e concistia em dois volumes de cerca de 2 mil páginas em colunas duplas.  Com cerca de quatro vezes o comprimento da bíblia,  a quarta edição foi descrita como "o livro inglês mais imponente fisicamente, complicado e tecnicamente exigente de sua época. Parece seguro dizer que é o maior e mais complicado livro a aparecer durante os primeiros dois ou três séculos da história da impressão inglesa." A esta altura, Foxe començou a compor sua interpretação sobre o apocalipse, escreveu mais em Eicasmi (1587) e deixou incompleto com a sua morte.
A página de rosto de 1583 incluía o pedido comovente de que o autor "deseja que você, bom leitor, o ajude com sua oração".

## Resumos e trabalhos derivados
O primeiro resumo apareceu em 1589. Oferecido apenas dois anos após a morte de Foxe, honrou sua vida e foi uma comemoração oportuna da vitória inglesa contra a Armada Espanhola (1588).  Publicado com uma dedicação a Sir Francis Walsingham, o curto sumário escrito por Timothy Bright sobre Atos e Monumentos levou a uma série de edições de textos baseados na obra de Foxe, cujos editores foram mais seletivos na leitura. Baseados no original, com maior ou menor grau de exatitude, ainda sim sempre influenciados por ele, editores continuaram a publicar suas histórias tanto no meio popular quanto acadêmico (apesar de que as histórias variem de coletânea para coletânea). 

### O Livro dos Mártires

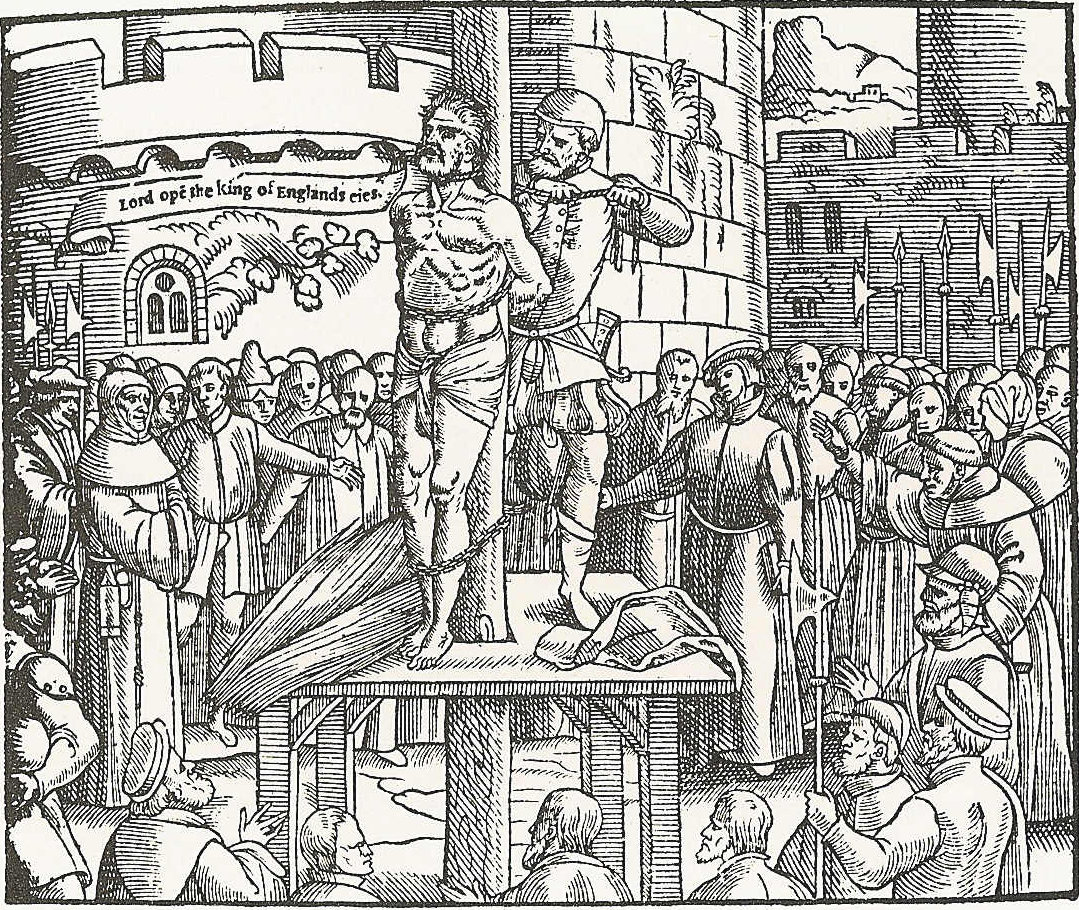
William Tyndale, logo antes de ter sido estrangulado e queimado na fogueira grita. Uma xilogravura das primeiras edições do Livro dos Mártires de Fox.

A maioria dos editores conheciam no trabalho de Foxe como uma martiriologia. Retirando o seu material principamente dos dois últimos volumes (isto é, o volume II da edição de 1570) eles criaram textos derivados que genuinamente eram livros de mártires. Cenas famosas de Atos e Monumentos, conforme as ilustrações, foram reavivadas a cada nova geração. Entretanto,  mais antigo livro livro impresso com o título de Livro dos Mártires  parece ser a edição de 1631 por John Taylor.  Apesar de ser usado periodicamente, este título não era muito usado antes de 1750, e não era padronizado como o título escolhido antes de 1850.  O título O livro dos Mártires de Foxe (com o nome do autor incluso) apareceu primeiro na edição de 1840 por John Kennedy, possivelmente por um erro de tradução.
Chamado por alguns acadêmicos de ''Os bastardos de Foxe'',  estes trabalhos derivados contribuiram para influênicar o persamento popular.  Alguns estudiosos do século XIX, que queriam distinguir o Atos e Monumentos academicamente significativo da "corrupção vulgar" derivada, rejeitaram essas edições posteriores como expressando "piedade protestante estritamente evangélica" e como ferramentas nacionalistas produzidas apenas "para atacar os católicos". Muito pouco, ainda, se sabe sobre qualquer uma dessas edições.   Atribuidas mais recentemente como de 'Foxe', com aspas irônicas suspeitando a autoria, esses textos derivados de Foxe aguardam pesquisas.

## Foxe como um historiador
A credibilidade de Foxe como historiador foi questionada desde a primeira edição, que atraiu críticas ferozes do mundo acadêmico católico e não só, que o acusaram de falsificar evidências, interpretar mal documentos e ter apresentado os fatos de forma parcial.
Embora Foxe tentasse demonstrar sua boa fé corrigindo gradativamente os erros nas edições subsequentes, as críticas nunca diminuíram, tanto que a partir do início do século XIX as acusações foram retomadas por alguns autores, mais precisamente por Samuel Roffey Maitland. Foxe foi comumente referido como um historiador de pouco valor cujo trabalho ele não poderia confiar, chamando-o de "se não o pai das mentiras, pelo menos o mestre das invenções".  A Enciclopédia Britannica de 1911 disse sobre Foxe: "Os erros grosseiros devido ao descuido foram frequentemente expostos, e não há dúvida de que Foxe estava inclinado a acreditar no mal dos católicos, e ele nem sempre pode ser exonerado da acusação de falsificação intencional de evidências. No entanto, devemos lembrar em sua homenagem que sua defesa a tolerância e liberdade religiosa era avançada para o sua época. [11th ed.,volume 10, p.770]''. Enquanto na Enciclopédia Católica de 1913 o valor dos documentos e testemunhos usados em si é destacado, mas diz-se que Foxe "mutilou intencionalmente suas fontes e é geralmente não confiável no tratamento de eviências".   A 14ª edição da Enciclopédia Britânica (impressa em 1960) tem um artigo sobre John Foxe escrito por JF Mozley, que escreveu um livro "John Foxe e seu livro" em 1940. Mozley certamente simpatizava com John Foxe e o Livro dos Mártires de Foxe (veja o Bibliografia para o livro de Mozley). Mozley, em resumo sobre o Livro dos Mártires de Foxe, afirma o seguinte: "É realmente prolixo [ou seja, longo], assistemático, editado descuidadamente, unilateral, resumido demais, às vezes crédulo. Mas é honesto e forte em fatos. ..Isso abre uma janela para a Reforma Inglesa, preservando muito material de primeira mão que não pode ser obtido em outro lugar...'' (Encyclopedia Britannica,14ª edição., 1960, Vol. 9, p.573).

### Confiabilidade das fontes
Em contraste, J.F Mozley afirmou que Foxe preservou um alto padrão de honestidade, argumentando que o método de Foxe de usar suas fontes "proclama o homem honesto, o buscador sincero da verdade". A versão de 2009 da Encyclopædia Britannica,  ressalta que o trabalho de Foxe é ''detalhado factualmente e preserva muito material de primeira mão sobre a Reforma Inglesa que não pode ser obtido em outro lugar." 

### Bases documentais
Foxe baseou seu trabalho referente aos períodos anteriores à era moderna em fontes antigas, incluindo Eusébio, Beda e Mateus Paris, enquanto para a lista de mártires do período entre o movimento lolardo e o reinado de Maria I ele se baseou em fontes contemporâneas de sua época, como registros episcopais, documentos judiciais e depoimentos de testemunhas oculares. Ele também se baseou nas crônicas de Robert Crowley (1559) e Thomas Cooper (1549), embora Cooper não tivesse apreciado de forma alguma o trabalho de Crowley, que pretendia ser uma extensão do seu próprio, e mais tarde publicou ele mesmo duas novas edições "atualizadas e corrigido". Outra influência foram as letras das músicas e poemas de John Bale, algumas músicas foram transcritas na íntegra. Na coleta do material, Foxe foi auxiliado por Henry Bull. John Bale colocou Foxe nos escritos martirológicos e contribuiu para uma parte substancial das idéias de Foxe, bem como para o material impresso.

### Objetividade e defesa
Embora o relato de Foxe não possa de forma alguma ser chamado de imparcial, como evidenciado pelas observações anotadas nas margens, deve ser lembrado que requisitos como neutralidade, objetividade ou imparcialidade por parte do autor não eram exigidos ou esperados em obras históricas até o Iluminismo e não era praticado em larga escala até a segunda era contemporânea. No entanto, David Loades sugeriu que Foxe foi "notavelmente objetivo" ao descrever a situação política de seu tempo, apontando que ele não fez nenhuma tentativa de martirizar Thomas Wyatt e seus seguidores, nem ninguém que tivesse sido executado por traição, exceto George Eagles, que ele acreditava ter sido "acusado injustamente"
Em  seu livro escrito em 1952 Autores Britânicos antes de 1800: Um Dicionário Biográfico, Stanley Kunitz e Howard Haycraft escreveram: 
"Durante pelo menos um século, a leitura era praticamente obrigatória em todos os lares puritanos de língua inglesa, muitas vezes o único livro que possuía, exceto a Bíblia. Provavelmente nenhum livro causou tantas neuroses como este. Foxe era um protestante fanático, escreveu com energia febril, era completamente crédulo e deleitava-se com horror. Nenhum detalhe é pequeno demais ou terrível demais para ser descrito minuciosamente, e nenhuma invectiva é violenta demais para ser aplicada aos católicos romanos - pois, em sua opinião, não havia mártires, exceto os protestantes. o único tema é o sofrimento, e ele confunde os nervos dos leitores com uma longa monotonia de agonia e terror.''
No final do século XVII, entretanto, o trabalho de Foxe começou a ser resumido em edições que só incluiam “os episódios mais sensacionais de tortura e morte” dando assim ao trabalho de Foxe "uma qualidade sinistra que certamente estava longe da intenção do autor.
William Haller leu alguns dos martirológios derivados de Foxe, edições de Martin Madan, John Milner e John Wesley, e observou "uma corrupção progressiva e vulgarização do original para a propagação de uma piedade protestante cada vez mais restrita".
No entanto, William Haller destaca como, a partir do final do século XVII, a obra de Foxe foi progressivamente reduzida e sensacionalizada, dando destaque a episódios de tortura e morte, numa “progressiva corrupção e vulgarização da obra em mera propaganda cada vez mais extrema”, a ponto de se transformar em "uma sujeira sem dúvida distante das intenções originais do autor"
O resultado disso, além da exploração do nome de Foxe contra a Alta Igreja e também contra a Igreja Católica, foi a penalização de Foxe tanto entre católicos quanto entre anglicanos high church. Sessões de pesquisa foram organizadas com o objetivo de refutá-lo, lideradas por estudiosos como Roffey Maitland, Richard Frederick Littledale, Robert Parsons e John Milner. Combinado com a dissociação acadêmica, não restou vozes para falar em defesa de Foxe, reduzindo a sua credibilidade histórica de tal forma que "ninguém com quaisquer pretensões literárias... aventurou-se a citar Foxe como uma autoridade''.
John Milner, defensor do que chamava de "velha religião" (catolicismo), é autor de vários tratados, panfletos, ensaios e Cartas ao Editor: Usava todos os meios públicos à sua disposição para declarar que a difamação e o assédio aos católicos na Inglaterra por parte dos ingleses ocorriam frequentemente, que segundo ele, era um tratamento que não foi aplicado de forma semelhante às comunidades sectárias ou aos Quakers.
O projeto de Milner para descredibilizar Foxe foi polêmico, sua argumentação se baseava em persuadir as pessoas a ver as coisas como o orador construiu ou, pelo menos, a ver algum mérito em seu caso. Diante das Câmaras do Parlamento, nos anos de ativismo de Milner e outros, havia projetos de lei para isentar os católicos ingleses de penalidades fiscais (por serem católicos), de terem que dar o dízimo à Igreja Anglicana e de isentar a imposição do juramento que impedia qualquer católico de assumir alguma posição no governo. 
Em 1940 a publicação da biografia de Foxe por J. F. Mosley refletia uma mudança que reavaliou o trabalho de Foxe, o mesmo passou a ser visto como um historiador até os dias atuais.  Uma nova versão crítica de Atos e Monumentos foi publicada em 1992.
"Desde o estudo marcante de Mozley (1940)", observou Warren Wooden em 1983, "a reputação de Foxe como um historiador cuidadoso e preciso, embora partidário, especialmente dos eventos de sua época, foi limpa e restaurada, com o resultado de que os historiadores modernos não não se sentem mais obrigados a pedir desculpas automaticamente pelas evidências e exemplos extraídos dos Atos e Monumentos.'' O reconhecimento formal de Patrick Collinson e o reconhecimento de "John Foxe como historiador" convida a redefinir a relação atual dos historiadores com o texto. John Foxe foi o “maior historiador [inglês] de sua época”, concluiu Collinson, “e o maior revisionista de todos os tempos”.

## Perspectivas religiosas
Os anglicanos consideram o livro de Foxe como uma testemunha do sofrimento dos fiéis protestantes e resistência até a morte nas mãos das autoridades católicas, os mártires protestantes são vistos como um componente da identidade inglesa. Foxe enfatizava ouvir ou ler as Sagradas Escrituras na sua língua nativa sem mediação de um sacerdote. 
Alguns católicos consideram Foxe uma fonte significativa do anticatolicismo inglês, acusando, entre outras objeções ao trabalho, que o tratamento dos martírios sob Maria ignora a mistura da época de motivos políticos e religiosos - por exemplo, ignorando a possibilidade de que algumas vítimas possam ter intrigado tirar Maria do trono 

## Influência

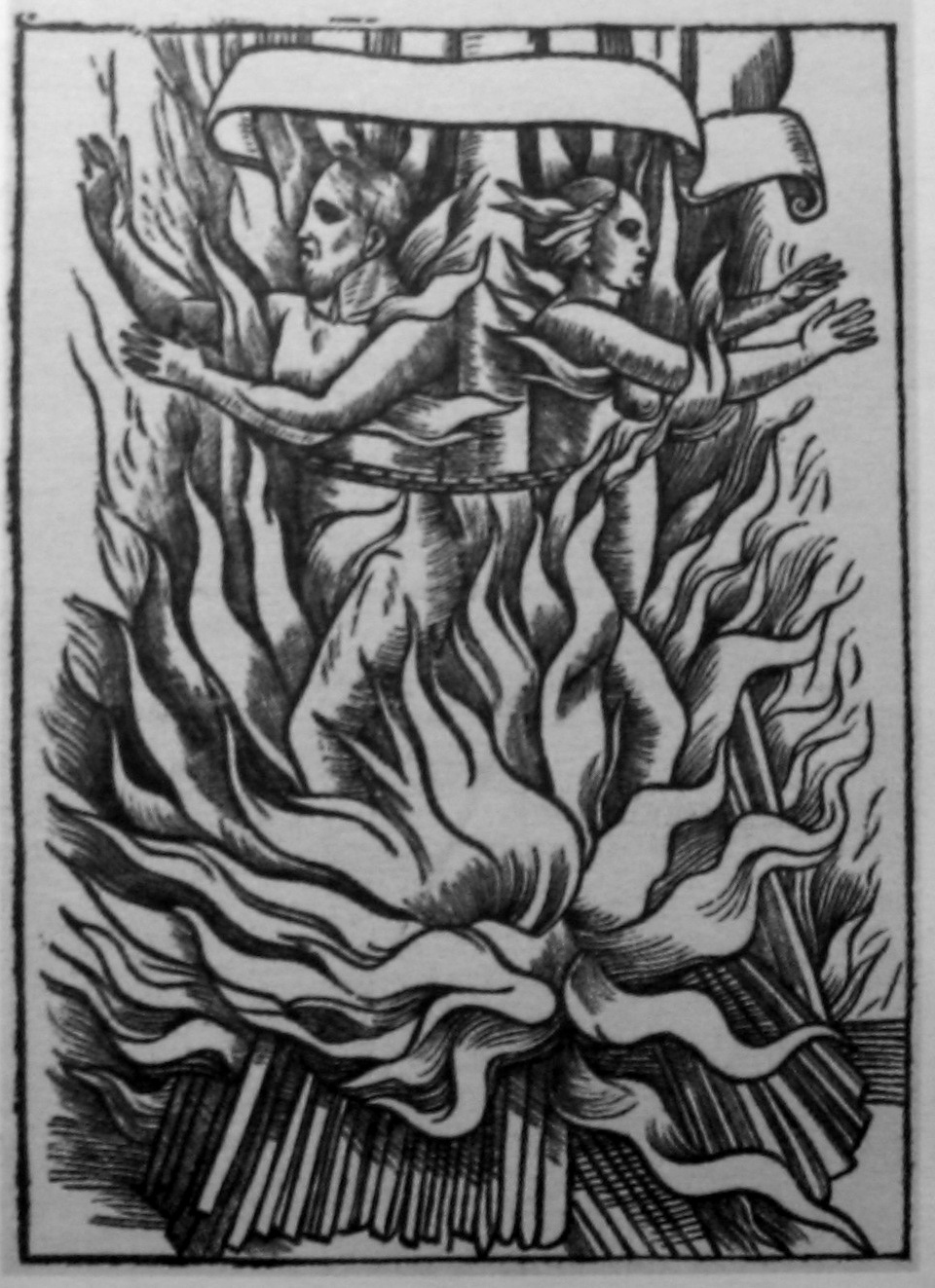
Duplo martírio por queima, 1558. De uma edição de 1641.

Seguindo a ordem de convocação de 1571, Atos e Monumentos de Foxe foi disposto ao lado da Grande bíblia em catedrais, igrejas selecionadas, e até vários salões de bispos e sociedades. Leituras selecionadas do texto eram lidas dos púlpitos assim como eram as Sagradas Escrituras. Era citado tanto por membros do clero quanto leigos, debatido por católicos proeminentes e defendido por anglicanos.  Atos e Monumentos navegou junto aos piratas ingleses, encorajou os soldados de Oliver Cromwell e decorou salões em Oxford e Cambridge.
O livro é creditado como um dos mais influentes textos da língua inglesa. Gordon Rupp o chamou de ''um evento'', ele o descreveu como um documento normativo e um dos seis construtores da religião inglesa.  A influência de Foxe também não ficou limitada aos efeitos direto de seu texto, pelo menos mais dois dos construtores da religião inglesa citados por Rupp deram continuidade e elaboraram as visões de Foxe. Crhistopher Hill, assim como outros, notaram que John Bunnyan valorizava a sua ediçõa do Livro dos Mártires dentre os poucos livros que ele manteve consigo enquanto preso. Em relação ao livro de John Milton intitulado ''Da reforma na Inglaterra e outros tratados'' William Haller observou: ''ele tomou não apenas a substância do relato... mas também o ponto de vista extraído diretamente de Acts and Monuments, de John Fox''. 
Após a morte de Foxe, Atos e Monumentos continuou a ser publicado e apreciado. John Burrow se refere a ele como, depois da Bíblia, ''a maior influência individual no pensamento protestante inglês do final do período Tudor e início do período Stuart.''

## Posição na consciência inglesa
O Atos e Monumentos original foi impresso em 1563. Este texto, suas dezenas de alterações textuais (o Livro dos Mártires de Foxe em muitas formas) e suas interpretações acadêmicas ajudaram a moldar a consciência inglesa (nacional, religiosa e histórica), por mais de quatrocentos anos. Evocando imagens do martirizado inglês do século XVI, de Isabel entronizada, do Inimigo derrubado e do perigo evitado, o texto de Foxe e as suas imagens serviram como um código popular e académico. Também alertou o povo inglês para a ameaça de abrigar cidadãos que fossem leais a potências estrangeiras. Atos e Monumentos está academicamente ligado a noções de nacionalidade inglesa, liberdade, tolerância, eleição e puritanismo. O texto ajudou a situar a monarquia inglesa na tradição do protestantismo inglês, particularmente do Whigismo; e influenciou a tradição radical do século XVII, fornecendo materiais para martirologias, artigos e panfletos locais.
Em 1983, Warren Wooden descreveu John Foxe como uma chave importante na transição da historiografia inglesa. Ele escreve: ''Foxe indentificou os temas-chave da reforma, junto com os pilares centrais da crença protestante.'' Em 1985 Patrick Collinson confirmou que Foxe foi de fato um valioso acadêmico, e que seu trabalho era historiograficamente confiável, e iniciou o processo da Academia Britânica de fundos para uma nova edição crítica em 1984, a qual foi completa em 2007.
Atos e monumentos foi como um bíblia para o povo inglês e também para acadêmicos, influenciando suas histórias, sensibilidade e consciência histórica a um grau sem precendentes. Pesquisadores treinados das universidades profissionalizaram suas pesquisas, seus fatos foram checados e contestados, sendo menos contestado nos século XVII e XVIII e investigado com mais critério nos próximos séculos. Os dados e a visão de Foxe forneceram sensatamente uma base para conclusões acadêmicas. John Strype estava entre os primeiros beneficiários e elogiou John Foxe por preservar os documentos dos quais dependia sua própria história eclesiástica. 
Além de muitos escritos desde John Strype, o livro de Foxe influenciou The English Reformation do acadêmico inglês Arthur Geoffrey Dickens, que foi classificado como ''uma sofisticada exposição de uma história primeiro contada por John Foxe. Embora a observação de Haigh participe de uma agenda revisionista que não reconhece o que mais ele trouxe para a construção, a dependência de Dickens do texto de Foxe é indiscutível.  Por que essa dependência deveria ser tão digna de comentário? Dickens escreveu uma história que foi informada por fatos e - à semelhança de Milton - também pela substância de seu texto, derivada diretamente de Atos e Monumentos de Foxe. A visão histórica de Foxe e a documentação que a apoia foram ensinadas ao jovem Arthur Dickens, junto com seus colegas, quando ainda era estudante. 
A historiografia, como estudo da escrita da história, está, neste caso, incluída na história, como aquilo que aconteceu no passado e continua no presente. Discutir Foxe nas construções da consciência histórica (nacional/religiosa) sempre foi também uma discussão sobre o significado e a escrita da história. A abordagem deste tema coloca os investigadores numa espécie de zona liminar entre fronteiras, onde as relações passam de uma categoria para outra – desde a escrita da história, à discussão da escrita da história (historiografia), até à consideração da história colectiva na consciência humana (consciência histórica e memória colectiva). 
O texto neste caso sempre foi múltiplo e complexo. Vários pesquisadores observaram quão maleável e facilmente mutável era o texto de Foxe, e tão inerentemente contraditório, características que aumentaram sua influência potencial.  É um texto difícil de definir, o que Collinson chamou de “uma entidade muito instável”, na verdade, “um alvo em movimento”. “Costumávamos pensar que estávamos lidando com um livro”, refletiu Collinson em voz alta no terceiro Congresso Foxe (1999), “entendido no sentido comum do termo, um livro escrito por um autor, sujeito a revisão progressiva, mas sempre o mesmo livro... e [pensamos] que o que Foxe pretendia ele realizou."
Ao longo do final dos anos noventa e no século XXI, o Projeto Foxe manteve o financiamento para a nova edição crítica de Atos e Monumentos e para ajudar a promover os estudos Foxeianos, incluindo cinco Congressos "John Foxe" e quatro publicações de seus artigos coletados, em além de dezenas de artigos relacionados e dois livros especializados ou mais produzidos de forma independente.

## Recepção moderna e aniverssário
Em março de 2013 completou-se 450 anos desde a primeira publicação de 1563. A primeira edição de Foxe se beneficiou de uma nova tecnologia, a imprensa. De forma similar, a nova edição crítica também se beneficia de novas tecnologias. Digitalizado para a geração da internet, acadêmicos agora podem procurar por referências dentro de cada uma das quatro primeiras edições, e se beneficiar de vários resumos e introduções aos textos. A disponibilização de um repertório tão vasto reacendeu o debate sobre como abordar textos tão antigos em geral. 
Patrick Collinson concluiu no terceiro Congresso Foxe (Ohio, 1999) que, como resultado da "morte do autor" e das acomodações necessárias ao "pântano pós-moderno" (como ele o chamou então), The Acts and Monuments não é mais um livro no sentido convencional do termo."